# Europa-Wand Kaisersteinbruch

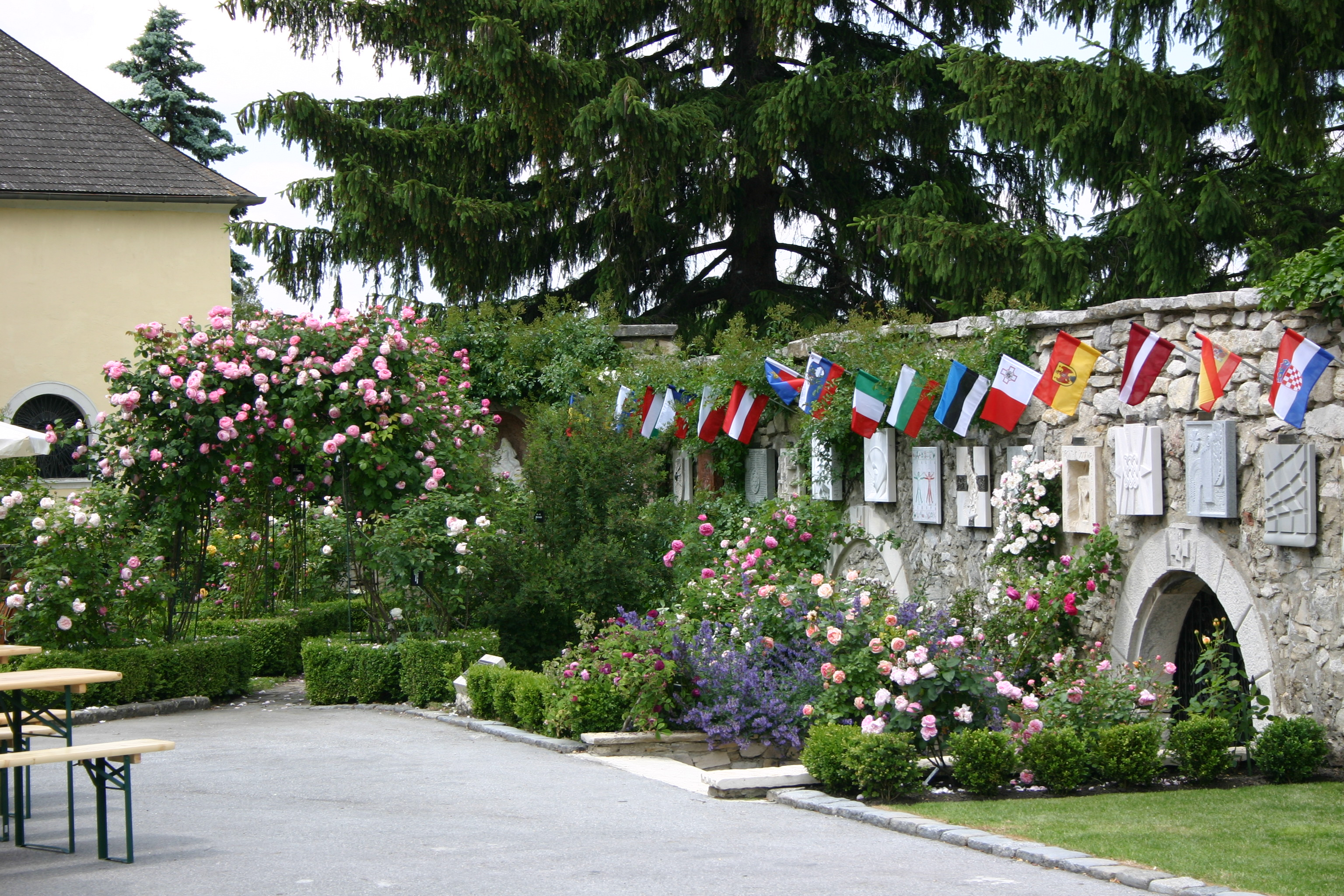
Diverse Reliefs und Fahnen an der ehemaligen Pfarrhofmauer in Kaisersteinbruch

Die Europa-Wand Kaisersteinbruch steht am Kirchenplatz in Kaisersteinbruch in der Gemeinde Bruckneudorf im Bezirk Neusiedl am See im Burgenland.

## Geschichte
Mit dem Europa-Symposium Kaisersteinbruch entstand 1998 das Projekt einer Europa-Wand, wo Bildhauer aus Europa ihr Land mit einem Relief zur Darstellung brachten. Die einzige Auflage war die einheitliche Größe des Reliefs. Ab 2002 begann eine Kooperation mit der Paneuropabewegung Österreich, womit mehrere Bildhauer und Länder je Jahr möglich wurden.

## Europa-Wand
Die Wand am Kirchenplatz zieht sich vom Friedhof Kaisersteinbruch bis zum ehemaligen Pfarrhof als Steinmetzmuseum Kaisersteinbruch. Links der Europawand befindet sich ein sogenannter Europabrunnen, von dem sie über einen Abgang in ein Kellergewölbe nach rechts führt und schließlich mit der Steinfigur Salva Guardia endet. Vor der Wand befindet sich ein kleiner Rosengarten.
Die Relieftafeln in der folgenden Tabelle werden in ihrer Reihenfolge von links nach rechts aufgeführt.
| Reliefplatte | Land                         | Künstler                                                                         | Beschreibung |  |
| ------------ | ---------------------------- | -------------------------------------------------------------------------------- | --- |  |
|              | Belgien                      | Matthias De Wolf 2018                                                            | |  |
|              | Rumänien                     | Alexandru Ciutureanu 1998                                                        | Die Tafel aus Marmor aus Rușchița zeigt eine Allegorie der rumänischen Kultur und die figurative Darstellung zeigt vorhandene rumänische Kulturgüter. Die drei Säulen links oben sind aus dem 6. Jahrhundert vor Christus, erstere mit einem dorischen Kapitell steht in Mangalia. Darunter sitzt der Denker von Cernovoda der Hamangia-Kultur. Die Feder verweist auf die Dichtung zu Mihai Eminescu und seine Jahre in Wien. Die drei Geigen verweisen auf George Enescu. Rechts sieht man das Ei als Urform und den Goldenen Vogel und mittig die Endlose Säule in Târgu Jiu von Constantin Brâncuși.                                                                 |  |
|              | Deutschland                  | Entwurf Olga Knoblach-Wolff, Ausführung: Steinmetz Hans Dittmeier, Gemünden 1998 | Die Stadt Gemünden am Main schenkte bezugnehmend auf den Bildhauer Elias Hügel (1681–1755) für das Projekt den für die Stadt typischen leicht rötlichen Roten Mainsandstein. |  |
|              | Slowakei                     | Peter Roller 1999                                                                | Das Motiv, ein Großmährenreichs-Juwel soll den historischen Platz Slowakei im Zentrum von Europa erwähnen. Es stammt aus dem 9. Jahrhundert n. Chr. mit einem in der Mitte eingesetzten Glasdetail. Im Glas, einem Herzen entsprechend, wurde Slowakei eingraviert. |  |
|              | Ungarn                       | Ferenc Gyurcsek 1999                                                             | |  |
|              | Tschechien                   | Jiří Sobotka 2000                                                                | Der tschechische Bildhauer erinnerte mit seinem Relief an den Architekten Johann Blasius Santini-Aichl (1677–1723). |  |
|              | Polen                        | Marek Moderau 2000                                                               | Das Hauptthema des Reliefs ist die älteste polnische Urkunde, die sich direkt auf die Entstehung des polnischen Staates bezieht. Dazu: Polen entstand allmählich unter Führung einheimischer Stammesfürsten, denen es gelang, die zwischen Weichsel und Oder lebenden Stämme zu vereinigen. Ein Prozess, der sich von etwa 880 bis 960 hinzog. Weitere Symbole stehen für Nikolaus Kopernikus und Frédéric Chopin. |  |
|              | Österreich                   | Georg Miks 2000                                                                  | Die Arbeit aus 2000 bezieht sich zum Zeitpunkt der Sanktionen der EU-XIV gegen Österreich auf die Verbindungen Österreichs mit dem Nationalsozialismus, angedeutet mit einer Struktur, die das Hakenkreuz entfernt. |  |
|              | Liechtenstein                | Hugo Marxer 2001                                                                 | Liechtenstein liegt eingebettet im oberen Rheintal an der Westgrenze Österreichs und an der Ostgrenze der Schweiz. Beidseitig geschützt durch die flankierenden Bergketten Österreichs und der Schweiz. Rechts von Liechtenstein erkennt man den Arlberg. Dieses „Bergmassiv“ steht als Symbol für die Fürstenkrone Liechtensteins, zugleich kann diese Fürstenkrone auch eine Baumkrone darstellen und die Brücke den Stamm dieses Baumes. Der Baum ist noch jung. Nur angedeutet. Das ist der Baum „Europa“. Eine junge Pflanze, sie braucht Zeit sich aufzurichten, und zu Stehen. Später Generationen können sich in seinen Schatten setzen. Material: Carraramarmor |  |
|              | Slowenien                    | Andrej Grabrovec 2001                                                            | |  |
|              | Italien                      | Saura Sermenghi 2001                                                             | |  |
|              | Bulgarien                    | Stefan Lyutakov 2002                                                             | Die Brüder Kyrill und Method waren byzantinische Gelehrte und Priester. Sie betrieben gemeinsam die christliche Missionierung slawischer Völker im 9. Jahrhundert, weshalb sie als Slawenapostel bezeichnet werden. Sie schufen die erste Schrift für die altslawische Sprache – das glagolitische Alphabet. |  |
|              | Estland                      | Tiiu Kirsipuu 2002                                                               | |  |
|              | Malta                        | Gabriel Caruana 2003                                                             | |  |
|              | Burgenland–Burgenlandkroaten | Thomas Resetarits 2003                                                           | |  |
|              | Lettland                     | Vija Dzintare 2003                                                               | |  |
|              | Spanien                      | Oswaldo Stimm 2003                                                               | |  |
|              | Kroatien                     | Alen Novoselec 2003                                                              | |  |
|              | Litauen                      | Vaclovas Krutinis 2004                                                           | |  |
|              | Vereinigtes Königreich       | Adam Williamson 2004                                                             | United Kingdom, Vereinigtes Königreich. Der britische Löwe aus Burlington-Schiefer wurde vom Künstler mit vielfältigen Arabesken handgeschnitzt. |  |
|              | Republik Moldau              | Gheorghe Postovanu 2004                                                          | |  |
|              | Frankreich                   | Robert Rocca 2005                                                                | |  |
|              | Schweiz                      | Frédérick Steinmann 2005                                                         | |  |
|              | Bosnien und Herzegowina      | Florijan Mićković 2005                                                           | Kaisersteinbruch war nach dem Ende des Zweiten Weltkrieges fast gänzlich zerstört. Im Museum hängen Bilder aus dieser Zeit. So sieht es in Mostar jetzt aus, stellte der Bildhauer aus Bosnien-Herzegowina (Mostar) bei der Enthüllung seiner Steintafel fest. Auch wenn das Land in der offiziellen Europapolitik noch weit von einem EU-Beitritt entfernt ist, so sollte damit ein Zeichen für die Zugehörigkeit dieses Landes zu Europa gesetzt werden. |  |
|              | San Marino                   | Saura Sermenghi 2006                                                             | |  |
|              | Schweden                     | Dina Hviid 2006                                                                  | |  |
|              | Russland                     | Andrei Wladimirowitsch Tyrtyschnikow 2007                                        | Das Relief des Bildhauers Andrej Tyrtyshnikov, in Stein und Bronze, zeigt Höhepunkte der russischen Geschichte. Diese älteste Handschrift ist eine Chronik, aufbewahrt in der alten Hauptstadt Kiew. An dieser Chronik haben Generationen geschrieben, zuletzt der Mönch Nestor im 12. Jahrhundert. In den folgenden 500 Jahren für die russischen Städte abgeschrieben. |  |

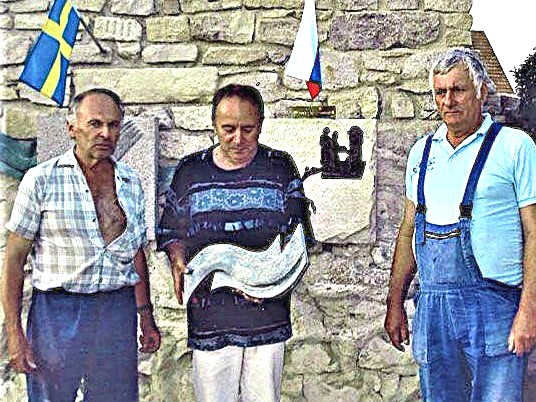
Ferenc und Georg Zsalacz und Fritz Koresch haben diese Reliefs befestigt

Als Symbol der Verbundenheit der einzelnen Länder gestaltete Ferenc Gyurcsek zwischen den Reliefs aus blau-grünem Stein die Flüsse Europas.